# Джеймс Тоні
Дже́ймс Натаніе́ль То́ні (англ. James Nathaniel Toney; *24 серпня, 1968, Гранд-Репідс, Мічиган, США) — американський спортсмен, професійний боксер і боєць змішаного стилю. Чемпіон світу з боксу в таких вагових категоріях:
- середній, за версією IBF (1991 — 1992 роки);
- другій середній, за версією IBF (1993 — 1994 роки);
- першій важкій, за версією IBF (2003 рік).

Загалом переміг 11 бійців за титул чемпіона світу.
Перемагав чемпіонів світу: Майкла Нанна, Реджі Джонсона, Даґа Д'юітта, Айрена Барклі, Чарльза Вільямса, Майка Маккаллума (двічі), Стівена Літтла, Василя Жирова, Евандера Холіфілда та де-факто Джона Руїса і Хасима Рахмана (результати цих боїв скасовано)
Боксер року за версією журналу «The Ring» в 1991 і 2003 роках.

## Біографія
Джеймс Натаніель Тоні народився 24 серпня 1968 року в містечку Гранд-Репідс, штат Мічиган, США, в бідній родині. Батько кинув родину, коли Джеймсу було три роки, після чого мати з дітьми переїхали в Детройт. З 10 років Тоні займається боксом. В школі Джеймс вчився погано, і більше займався спортом і торгівлею наркотиками.
|  | Так, я торгував наркотою потроху. Був малолітнім ідіотом. Здавалося, що це дуже круто. Насправді, [я торгував наркотиками] не довго, і, так би мовити, не постійно. З чотирнадцяти до вісімнадцяти років, з перервами. |

В юнацькі роки його проблеми з законом чергувалися з успіхами в спорті: Джеймс вигравав титул чемпіона штату з боксу в 1983 і 1984 роках, грав у американський футбол. Після перемоги на любительських турнірах з боксу у 1987 і 1988 роках Тоні вирішує перейти в професіонали.

### Кар'єра в боксі

#### Середня вага
Свою кар'єру в професійному боксі Джеймс Тоні почав наприкінці 1988 року з виступів у середній ваговій категорії (до 72,6 кг). Свої перші бої він виграє швидко і достроково — нокаутами у перших раундах. Грег Оунс — тренер і наставник Тоні з юнацьких часів, називає свого вихованця «Гаси світло». Під цим прізвиськом Тоні виступатиме всю свою кар'єру.
27 червня 1990 року Тоні вийшов на ринг проти Рікардо Браянта. Цей бій став першим серйозним досягненням Джеймса, оскільки переможець отримував титул чемпіона за версією новоствореної організації IBC. Тоні виграв бій технічним нокаутом у четвертому раунді.  Далі в його кар'єрі слідує низка рейтингових бої, а також один захист здобутого титулу. Загалом 25 перемог знадобилось Джеймсу для того, щоб вийти на найвищий рівень.
Про налаштування перед боєм:
|  | В роздягальні мені не сидиться, я б'ю стіни, я вже готовий, готовий когось відлупцювати. Показати добру виставу. Перед початком бою завжди дивлюсь супернику в очі... Знищую поглядом. Знаю, що настав час… нокаутувати чи бути нокаутованим. Не намагайся бути дружнім зі мною. І я ніколи не торкаюсь рукавичками (боксерський знак пошани). Це не мій стиль. |

10 травня 1991 року Тоні переміг технічним нокаутом непереможеного доти чемпіона світу в середній вазі за версією IBF Майкла Нанна. Ця перемога підносить Тоні в очах прихильників і критиків. А після складної перемоги над тогочасним інтер-континентальним чемпіоном WBA Реджі Джонсоном, що також претендував на здобутий Джеймсом титул, журнал «The Ring» називає Тоні боксером року. Тоні стає королем середньої ваги, захищаючи титул раз за разом. Після шостого успішного захисту він пробує свої сили в другій середній вазі і здобуває впевнену перемогу. Останній раз він захищає свій титул, даючи реванш Майку Маккаллуму, з яким перший бій завершився нічиєю і якого перемагає у другому бою за рішенням більшості суддів.

#### Друга середня вага
В грудні 1992 року «Вимикач» остаточно переходить у другу середню вагу. Для того, щоб твердо заявити свої наміри на світову першість, Тоні проводить бій проти досвідченого екс-чемпіона WBO Даґа Д'юітта, якого впевнено перемагає і отримує від IBF  право змагатися за титул. На той час чемпіоном у другій середній вазі був Айрен Барклі, який також утримував титул у напівважкій вазі WBO. Всидіти на двох стільцях Берклі не вдалося — 13 лютого 1993 року у Лас-Вегасі Джеймс Тоні відібрав у нього пояс. Протягом півроку Джеймс «набиває» рекорд у зустрічах з не титулованими суперниками і здобуває п'ять перемог поспіль. Час від часу виступає у проміжній ваговій категорії — у нього починаються проблеми з вагою. Після першого успішного захисту титулу він вперше бере учать у поєдинку в напівважкій ваговій категорії (до 79,4 кг) — проти Ентоні Хембріка, у якого виграє технічним нокаутом. З часом, між боями вага Тоні збільшується до 85 кілограмів і навіть для напівважкої чи проміжної ваги йому доводиться скидати.  Черговий захист титулу «Гаси світло» проводить проти колишнього чемпіона у напівважкій вазі Чарльза Вільямса. За 15 секунд до фінального гонгу Тоні відправляє «Принца Чарльза» в нокаут.
Наступним іменитим опонентом Тоні призначають Роя Джонса — непереможеного проспекта з рекордом у 26 перемог (23 нокаути). Бій було призначено на 18 листопада 1994 року. Проблеми з вагою обтяжували підготовку Тоні до захисту. За шість тижнів до бою він скинув близько 20 кілограмів зайвої ваги і це сильно вплинуло на його фізичний стан. Талановитий Джонс перевершував Тоні не лише фізичною підготовкою. За проголошеним по завершенню змагання рахунком, судді віддали діючому чемпіону лише 1-3 раунди з 12-ти. До того ж, в третьому раунді Рой Джонс відправив Тоні у нокдаун. Одностайним рішенням суддів було проголошено нового чемпіона світу. Джеймс Тоні отримав першу в кар'єрі поразку після 46 успішних боїв.

#### Напівважка вага
1995 року Тоні остаточно переходить у напівважку вагову категорію. Свій перший бій він проводить проти непереможеного діючого чемпіона світу Монтелла Гріффіна за титул організації IBF. За результатами 12-ти раундів двоє суддів віддали перевагу Гріффіну і один констатував нічию. Неофіційний суддя змагання Гарольд Ледерман віддав перевагу Джеймсу Тоні. Тоні, його команда і прихильники були збентежені результатом, дискусія довкола якого тривала ще деякий час. Після наступного бою у цій вазі, рейтингового, проти Карла Вілліса Тоні змінює тренера і менеджера.
18 червня 1995 року Джеймс Тоні став чемпіоном у напівважкій ваговій категорії за версією організації WBU, що на той час котирувалась не високо. У титульному поєдинку він переміг технічним нокаутом пуерториканця Фредді Дельгадо, який завершив професійну кар'єру після бою з «Вимикачем». Після першого ж успішного захисту титулу у Тоні починаються проблеми з утриманням ваги в межах означеної категорії. В грудні 1995 року «Гаси світло» проводить рейтинговий бій у першій важкій вазі (до 90,7 кг), і в черговий раз завершує кар'єру свого опонента: Грег Еверетт залишає спорт, отримавши нокаут від Джеймса Тоні. Втретє захищаючи титул, Тоні нокаутує Дюрана Вільямса, і той, зламавшись морально після другої поспіль поразки в кар'єрі, йде у відставку. Четвертий захист титулу WBU Тоні проводить проти минулого опонента Монтелла Гріффіна і знову поступається йому спірним рішенням суддів. Відчувається, що Тоні стає складно залишатися у напівважкій ваговій категорії. Тренером боксера стає знаменитий Фредді Роуч.
В лютому 1997 року Джеймс Тоні знову виходить на змагання у першій важкій вазі, і, не зважаючи на погану фізичну форму, перемагає за очками свого старого суперника, ямайця Майка Маккаллума. Цей третій їхній бій повертає Тоні звання чемпіона за версією організації WBU, в той час як Маккаллум йде з боксу.
Далі була спроба повернення у напівважку вагову категорію і бій проти малавійського чемпіона Дрейка Тадзі за титул IBO. Тоні не зміг зробити потрібну вагу, заваживши 81,6 кг (поріг вагової категорії: 79,4 кг). Йому дали дві години на зменшення ваги, але коли Тоні повернувся, його вага все ж перевищувала поріг майже на кілограм. Поєдинок дозволили провести за такої умови: у випадку перемоги Тоні титул залишається вакантним. Але перемоги і не відбулось: за результатами 12-ти раундів судді переважним рішенням зафіксували неспроможність Джеймса Тоні виступати у напівважкій вазі, і присудили титул Тедзі.

#### Перша важка вага
Залишивши експерименти із хитаннями між дивізіонами, Джеймс остаточно переходить у першу важку вагу. 14 червня 1997 року він перемагає колишнього чемпіона світу у другій середній вазі Стівена Літтла у боротьбі за титул організації IBO. Після цього успіху Тоні висловлює бажання і надалі набирати вагу, але більш ефективно, і приступає до спеціальних тренувань. Втім, настає складний період. В січні 1998 року він повинен був вийти на ринг проти екс-чемпіона світу Ларрі Холмса, але незадовго до поєдинку Холмс отримав травму і бій зірвався. Навесні Тоні запропонував свою кандидатуру на бій з польським важковаговиком Анджеєм Голотою, але штаб Голоти мудро розсудив, що після перших трьох поразок поспіль не варто виходити проти вкрай небезпечного Джеймса Тоні. Бій не відбувся. Наступним відмовився Рой Джонс, реваншу з яким намагався добитись Тоні. За промоутерськими невдачами слідували невдачі в особистому житті: розлучення, судові процеси і конфлікти в родині. Тоні неконтрольовано набирає вагу і виходить з поля зору суспільства.
«Вимикач» знову виходить на ринг лише в березні 1999 року. Але його повернення дивує прихильників боксу: Тоні знаходиться в чудовій фізичній формі. Протягом кількох років його кар'єра розвивається мляво але успішно, Тоні надолужує втрачений час, проводить перші поєдинки проти маловідомих суперників. Поступово підвищуючи рівень опозиції, він підбирається до наступного важливого етапу: змагання за світовий титул авторитетної організації. Трампліном для досягнення цієї мети стає завоювання чемпіонського поясу непопулярної IBA (проти мексиканця Сола Монтани). В серпні 2002 року Тоні нокаутував чемпіона Америки Джейсона Робінсона у відбірковому бою на право змагатися за титул IBF, і 26 квітня 2003 року вийшов на ринг проти діючого чемпіона світу і Олімпійського чемпіона 1996 року, непереможеного Василя Жирова. Сьомий захист титулу для Жирова не задався з перших раундів. Тоні домінував весь бій, а в 12 раунді відправив чемпіона у нокдаун. По завершенню 12-ти раундів Джеймсу Тоні було присуджено перемогу за одностайним рішенням суддів. «Гаси світло» здобув черговий чемпіонський пояс.

#### Важка вага
Восени 2003 року Тоні перейшов у важку вагу. Вже за півроку він здобуває ще одну значну перемогу — над екс-чемпіоном світу Евандером Холіфілдом, технічним нокаутом у дев'ятому раунді. Журнал «The Ring» вдруге називає Тоні боксером року. Вдосталь натішившись увагою преси, Тоні з'являється на рингу майже через рік і вкотре здобуває титул не вельми авторитетної організації IBA у бою проти Райделла Букера.
Свій третій поєдинок у важкій вазі Джеймс Тоні провів за звання чемпіона світу за версією WBA. Для господаря чемпіонського поясу Джона Руїса це був вже четвертий захист титулу. Тоні виграв бій за одностайним рішенням суддів із впевненим рахунком. Відразу після бою «Вимикач» висловився у своїй звичній манері про минулих і майбутніх суперників і викликав до бою Віталія Кличка.
Втім, проведені після бою тести показали наявність заборонених стимулюючих речовин в крові новоявленого чемпіона. Атлетична комісія штату Нью-Йорк скасувала результат змагання, Тоні був оштрафований на десять тисяч доларів і йому було заборонено брати участь у змаганнях протягом 90 днів. Виправдовуючись, команда Тоні і він сам заявляли, що результат тесту став наслідком утворення нандролону в організмі боксера в ході взаємодії крові з медикаментами, необхідними для відновлення травми біцепса, і що цей прикрий випадок не можна карати таким чином.
1 жовтня 2005 року Тоні перемагає Домініка Ґуінна в боротьбі за титул чемпіона у важкій вазі за версією IBA, а за півроку зводить внічию бій проти небезпечного Хасима Рахмана в боротьбі за аналогічний титул престижнішої WBC. Здобутий титул «Гаси світло» втратив вже в наступному захисті, провівши вельми пасивний бій проти нігерійського боксера Семюеля Пітера, який завершився розділеним рішенням суддів. Організація WBC, чий титул також стояв на кону, призначила бій-реванш. В повторному змаганні Тоні поступився Пітеру все тим же рішенням суддів, цього разу одностайним.
В липні 2008 року відбувся реванш з Рахманом. В третьому раунді бою мало місце неумисне зіткнення головами, внаслідок чого Хасим Рахман отримав розсічення. До обстеження травми судді зарахували перемогу Джеймсу Тоні, оскільки лікарі заборонили Рахману продовжувати поєдинок. Невдовзі атлетична комісія штату Каліфорнія скасувала результат поєдинку і бій було визнано таким, що не відбувся.
13 грудня 2008 року Джеймс Тоні завоював свій наступний світовий титул (версія IBA) у бою проти пуерто-риканського важковаговика Фреса Окендо. Відсутність черги на здобутий титул, зумовлена невисокою популярністю поясу організації IBA, дозволила Тоні зосередитись на роботі над власним іміджем і взяти паузу в боксі.

### Пауза в кар'єрі
Знаходячись, практично, поза справами, Тоні вкотре заявляв про готовність вийти на ринг проти одного з братів Кличко, проте ні Віталій, ні Володимир не виявили зацікавлення у такому поєдинку. Девід Хей, Ентоні Гопкінс, Грін та інші боксери по черзі відмовлялись виходити проти незручного Тоні. Все частіше з вуст промоутерів лунали аргументи: «старий», «гладкий», «втратив форму і мотивацію». Тоні парирував: 
|  | Якщо я маленький, старий і гладкий, то прийдіть і позбавте мене цих страждань. |

Врешті-решт, залишивши боксерську кар'єру на самоплив, «Гаси світло» вирішив пошукати нового виклику. Полем діяльності енергійного боксера став популярний спорт, що почав свій стрімкий розвиток в США — змішані бойові мистецтва (див. нижче).
Наприкінці лютого 2011 року, після невдалого вояжу в змішані єдиноборства, відбувся довгоочікуваний захист титулу, між завоюванням та першим захистом якого пройшло понад два роки. На титул Тоні претендував досвідчений ветеран Деймон Рід. Бій тривав 10 раундів і завершився рішенням суддів на користь чемпіона. Джеймс Тоні, якому за вердиктом суддів було віддано кожний з відведених на захист титулу раундів, вкотре вийшов на бій у поганій фізичній формі, показавши на зважуваннях 116 кілограмів.
Влітку цього ж року Тоні почав скидати надлишкову вагу. Невдовзі стало відомо, що Джеймс має виразну причину для приведення себе у форму — йому запропонували бій за тимчасовий чемпіонський титул у першій важкій вазі за версією престижної WBA. Суперником Тоні був інший претендент на титул, росіянин Денис Лебедєв. Змагання призначили на осінь 2011 року, і до дати бою «Вимикач» виконав непосильне для попередніх років завдання — зігнав 26 кг надлишкової ваги аби потрапити у ліміт вагової категорії. Верхня межа категорії (90,72 кг) останній раз підкорялась Тоні у 2003 році, тож на хвилі піднесення від такого особистого досягнення екс-чемпіон розпочав публічне планування своїх майбутніх успіхів.
|  | Після того, як я поб'ю Лебедєва, я повернусь у важку вагу і нокаутую Повєткіна. |

|  | Я провчу Бенкса, а потім відлупцюю «сестер» Кличко. |

Та ні приведення себе у відповідність до високих спортивних стандартів, ні бравада напередодні бою не допомогли ветерану. В тривалому протистоянні він програв молодому претенденту всі 12 раундів.
У квітні 2012 року Тоні заволодів поясом чемпіона нижчої ліги IBU, нокаутувавши Боббі Ґанна. Через рік Джеймс спробував завоювати пояс організації WBF у бою проти непереможеного австралійця Лукаса Брауна, і програв цей бій за очками.

### Кар'єра в змішаних бойових мистецтвах
3 березня 2010 року Джеймс Тоні підписав контракт на участь у змаганнях Абсолютного бійцівського чемпіонату (скор. англ. UFC), організації боїв змішаного стилю. Президент UFC Дана Уайт так висловився з приводу підписання Тоні:
|  | Чимало професійних боксерів кидалось гучними словами про те, як вони могли б проявити себе в змішаних єдиноборствах, але ще жоден боксер рівня Джеймса Тоні не виявив бажання підкріпити свої слова справою. Тоні — легендарний боєць, чий послужний список в боксі говорить сам за себе. ...Він має серйозні наміри досягнути в змішаних єдиноборствах такого ж успіху, як і в боксі. Побачимо, як це у нього вийде. |

Ще задовго до свого дебюту в змішаних єдиноборствах Джеймс Тоні почав «підігрівати» інтерес до цієї події, характеризуючи її як протистояння «бокс проти боротьби», часом як «чемпіон з боксу проти чемпіона зі змішаних бойових мистецтв», а іноді як «бокс проти UFC». До цієї промоутерської діяльності Тоні, і до його амбітних планів критично поставилось чимало професіоналів обох видів спорту. У формі коректного невдоволення свої сумніви висловили чемпіони світу з боксу: Бернард Хопкінс (версії IBF, WBC, WBO, WBA), Девід Хей (версії WBC, WBO, WBA), Микола Валуєв (версія WBA) та олімпійський чемпіон Говард Девіс.
Тоні відповідав як завжди швидко і по суті.
|  | Бернард може сходити куди-небудь і виправити нарешті свої бісові зуби. А Девід Хей, він — гей. Мені начхати на це. |

Швидше позитивно, ніж негативно, наміри Тоні в новому спорті оцінили чемпіон світу з боксу Майк Тайсон (версії IBF, WBC, WBA) та чемпіон світу зі змішаних бойових мистецтв Бі Джей Пенн (версія UFC). І Джеймса Тоні, і президента UFC Дану Уайта засудив знаменитий тренер з боксу Фредді Роуч, на думку якого боксер переоцінив свої сили, а організація збирається скористатися з цього для самоствердження.
В процесі підготовки до першого бою «Гаси світло» почав опановування нових технік ведення бою: ударної техніки ніг, боротьби. Ділячись з пресою враженнями від навчання, Тоні багато висловлювався з приводу боротьби, зокрема боротьби в партері («все це дзюдзюцу, ці обійми — це для дівок») але принагідно вихвалявся успіхами у новій для себе техніці. Так, наприклад, Тоні стверджував, що задушив на тренуванні Мухаммеда Лаваля в боротьбі на землі, щоправда деталі цього оповідання сильно відрізнялись раз від разу, і від версії самого Лаваля.
Суперником «Вимикача» у світлі всього, що ним було сказано на адресу змішаних єдиноборств і бійців змішаного стилю, прагнули стати чимало бійців. Фігурували імена Чака Ліделла, Брока Леснара, Ренді Кутюра, Роя Нельсона та Кімбо Слайса. Врешті-решт, людиною, що мала привітати Тоні у стінах восьмикутника став ветеран класичної боротьби і змішаних бойових мистецтв, п'ятиразовий чемпіон світу у двох вагових категоріях, член Зали слави UFC Ренді Кутюр. Тоні швидко взявся до накалювання пристрастей:
|  | Люди думають, що Ренді — бог змішаних єдиноборств, але в боксі він був би боксером другого ешелону, «мішком». Люди вважають його членом Зали слави? Після бою зі мною він опиниться не в Залі слави, а в Залі ганьби. Якщо він спробує провести захоплення, я так йому гепну, що це відчують його дідусь і бабуся. |

Тоні переконували, що боротьба — не єдине вміння Кутюра, і удари ногами можуть стати додатковим клопотом для боксера, але «Гаси світло» цим не переймався.
|  | Слухайте, поки він підніме ногу, вже настане Різдво. |

Довгоочікуваний дебют Джеймса відбувся на 118 етапі UFC. Вихід обох спортсменів до клітки тривав значно довше, ніж сам поєдинок. Бій проходив в стійці лише 15 секунд. Ренді Кутюр зробив прохід в ноги і швидко перевів Тоні в партер. Місяці тренувань допомогли Тоні протриматися на землі три хвилини, і навіть зробити декілька спроб ударів (чого він не встиг в стійці). Зайнявши домінуючу позицію, Ренді відтиснув боксера до сітки і провів прийом «ката ґатаме» — трикутне удушення руками із арсеналу дзюдзюцу, бойового мистецтва, про яке так зневажливо відзивався «Вимикач». Тоні швидко подав сигнал про здачу. В інтерв'ю після бою Кутюр віддав належну пошану мужності Джеймса Тоні, підкресливши, що той є першим боксером свого рівня, що наважився на виступ за правилами змішаних бойових мистецтв.

## Участь у кінозйомках
У 2001 році на екрани кінотеатрів світу вийшов фільм «Алі» Майкла Манна, де одну з ролей (видатного боксера Джо Фрейзера) виконав Джеймс Тоні. Подібний досвід (камео-ролі) у Джеймса вже був: в 1993 році він з'являвся в епізоді фільму «Серце і душі», граючи разом з Бі Бі Кінгом учасника ансамблю.  Згодом Тоні фігурував у ще кількох документальних фільмах, присвячених боксу, а також у ролі самого себе у відео-стрічках, які так і не вийшли в широкий прокат.

## Характер особистості
Джеймс Тоні — одіозна особистість в спорті і за його межами. Видатні спортивні досягнення Тоні забезпечили йому певний рівень уваги серед прихильників боксу і бойових видів спорту загалом, але «Гаси світло» наполегливо працює над збільшенням аудиторії прихильників і ненависників власної персони. Тоні відомий своїм вмінням безапеляційно характеризувати оточуючих і оточуюче із, зазвичай, критичної точки зору з застосуванням гіперболічних та ідіоматичних зворотів і фразеологізмів, а також відсутністю переконливої аргументації. Свою точку зору чемпіон світу у п'яти вагових категоріях зазвичай висловлює ще до того, як нею встигнуть поцікавитися.
Ось як характеризував Джеймса Тоні український боксер Ісмаїл Сіллах, якому довелося тривалий час тренуватися з «Вимикачем» в одному залі:
|  | Я дуже поважаю Джеймса Тоні, він видатний чемпіон. Він дуже енергійний і веселий, коли він приходить в зал, створюється враження, що прийшла не одна людина, а двадцять. |

|  | ...Звичайно, на перших заняттях доводилось постійно за ним слідкувати — він був здатен на всілякі жарти. Закінчувались вони зазвичай тим, що ми викликали один одного на бій. ...Гадаю, за час своєї професійної кар'єри Тоні заробив декілька мільйонів доларів. Але правильно витрачати гроші він так і не навчився. В цьому плані, а також в багатьох інших [він] поводить себе як дитина. Хоча не можна сказати, що Джеймс бідує — на тренування він приїздить на різних авто: Mercedes, Dodge, Hummer. У Тоні просторий особняк... А до того були ще крутіші апартаменти. Коли я приїхав до Джеймса у нього по хаті бігала ціла юрба дітей — душ вісім. Всі схожі на Тоні. Не впевнений, що від однієї дружини. |

## Статистика в боксі
| Результат   | Противник             | Спосіб                      | Раунд     | Час  | Дата              | Місце                           | Примітки |
| ----------- | --------------------- | --------------------------- | --------- | ---- | ----------------- | ------------------------------- | --- |
| Перемога    | Кенні Лемос           | Рішення суддів (одностайне) | 12 (з 12) | 3:00 | 28 червня 2013    | Ігнасіо, Колорадо, США          | |
| Поразка     | Лукас Браун           | Рішення суддів (одностайне) | 12 (з 12) | 3:00 | 28 квітня 2013    | Мельбурн, Вікторія, Австралія   | Бій за титул чемпіона у важкій ваговій категорії за версією WBF. |
| Перемога    | Боббі Ґанн            | Технічний нокаут            | 5 (з 12)  | 3:00 | 7 квітня 2012     | Саусхевен, Міссісіпі, США       | Виграв титул чемпіона у важкій ваговій категорії за версією IBU. |
| Поразка     | Денис Лебедєв         | Рішення суддів (одностайне) | 12 (з 12) | 3:00 | 4 листопада 2011  | Москва, Росія                   | Бій за титул тимчасового чемпіона у першій важкій ваговій категорії за версією WBA. |
| Перемога    | Деймон Рід            | Рішення суддів (одностайне) | 10 (з 10) | 3:00 | 24 лютого 2011    | Сан-Бернардіно, Каліфорнія, США | Захистив титул чемпіона у важкій ваговій категорії за версією IBA. |
| Перемога    | Меттью Ґрір           | Нокаут                      | 2 (з 10)  | 2:33 | 12 вересня 2009   | Темекула, Каліфорнія, США       | |
| Перемога    | Фрес Окендо           | Рішення суддів (роздільне)  | 12 (з 12) | 3:00 | 13 грудня 2008    | Кабазон, Каліфорнія, США        | Виграв титул чемпіона у важкій ваговій категорії за версією IBA. |
| Не відбувся | Хасим Рахман          | Рішення атлетичної комісії  | 3 (з 12)  | 3:00 | 16 липня 2008     | Темекула, Каліфорнія, США       | В третьому раунді мало місце неумисне зіткнення головами, внаслідок чого Хасим Рахман отримав розсічення. До обстеження травми судді зарахували перемогу Джеймсу Тоні, але атлетична комісія штату Каліфорнія скасувала результат поєдинку. Бій визнано таким, що не відбувся. |
| Перемога    | Денні Батчелдер       | Рішення суддів (роздільне)  | 10 (з 10) | 3:00 | 24 травня 2007    | Сан-Хосе, Каліфорнія, США       | |
| Поразка     | Семюель Пітер         | Рішення суддів (одностайне) | 12 (з 12) | 3:00 | 6 січня 2007      | Голлівуд, Флорида, США          | |
| Поразка     | Семюель Пітер         | Рішення суддів (роздільне)  | 12 (з 12) | 3:00 | 2 вересня 2006    | Лос-Анджелес, Каліфорнія, США   | Втратив титул чемпіона у важкій ваговій категорії за версією IBA. |
| Нічия       | Хасим Рахман          | Рішення суддів (переважне)  | 12 (з 12) | 3:00 | 18 березня 2006   | Атлантик-Сіті, Нью-Джерсі, США  | Бій за титул чемпіона у важкій ваговій категорії за версією WBC. |
| Перемога    | Домінік Ґуінн         | Рішення суддів (одностайне) | 12 (з 12) | 3:00 | 1 жовтня 2005     | Ріно, Невада, США               | Захистив титул чемпіона у важкій ваговій категорії за версією IBA. |
| Не відбувся | Джон Руїс             | Рішення атлетичної комісії  | 12 (з 12) | 3:00 | 30 квітня 2005    | Нью-Йорк, Нью-Йорк, США         | Тоні переміг Руїса за одностайним рішенням суддів. Після бою в крові Тоні були виявлені заборонені стимулюючі речовини. Атлетична комісія штату Нью-Йорк скасувала результат поєдинку. Бій визнано таким, що не відбувся.                                                      |
| Перемога    | Райделл Букер         | Рішення суддів (одностайне) | 12 (з 12) | 3:00 | 23 вересня 2004   | Темекула, Каліфорнія, США       | Виграв титул чемпіона у важкій ваговій категорії за версією IBA. |
| Перемога    | Евандер Холіфілд      | Технічний нокаут            | 9 (з 12)  | 1:42 | 4 жовтня 2003     | Лас-Вегас, Невада, США          | |
| Перемога    | Василь Жиров          | Рішення суддів (одностайне) | 12 (з 12) | 3:00 | 26 квітня 2003    | Машантукет, Коннектикут, США    | Виграв титул чемпіона у першій важкій ваговій категорії за версією IBF. |
| Перемога    | Джейсон Робінсон      | Нокаут                      | 7 (з 12)  | 2:47 | 18 серпня 2002    | Темекула, Каліфорнія, США       | |
| Перемога    | Майкл Раш             | Технічний нокаут            | 10 (з 10) | 2:10 | 31 травня 2002    | Лінкольн-Сіті, Орегон, США      | |
| Перемога    | Сіон Асіпелі          | Рішення суддів (одностайне) | 10 (з 10) | 3:00 | 22 березня 2002   | Фінікс, Аризона, США            | |
| Перемога    | Веслі Мартін          | Технічний нокаут            | 3 (з 10)  | 1:08 | 20 липня 2001     | Комптон, Каліфорнія, США        | |
| Перемога    | Сол Монтана           | Технічний нокаут            | 2 (з 10)  | 2:26 | 29 березня 2001   | Детройт, Мічиган, США           | Виграв титул чемпіона у першій важкій ваговій категорії за версією IBA. |
| Перемога    | Кортні Батлер         | Технічний нокаут            | 3 (з 10)  | 1:14 | 3 листопада 2000  | Верона, Нью-Йорк, США           | |
| Перемога    | Террі Макгрум         | Рішення суддів (переважне)  | 10 (з 10) | 3:00 | 21 січня 2000     | Чикаго, Іллінойс, США           | |
| Перемога    | Рамон Гарбей          | Рішення суддів (одностайне) | 10 (з 10) | 3:00 | 8 жовтня 1999     | Тонтон, Массачусетс, США        | |
| Перемога    | Адольфо Вашингтон     | Технічний нокаут            | 10 (з 10) | 0:52 | 30 липня 1999     | Машантукет, Коннектикут, США    | |
| Перемога    | Террі Портер          | Технічний нокаут            | 8 (з 10)  | 2:09 | 7 березня 1999    | Фінікс, Аризона, США            | |
| Перемога    | Стівен Літтл          | Рішення суддів (одностайне) | 12 (з 12) | 3:00 | 14 червня 1997    | Білоксі, Міссісіпі, США         | Виграв титул чемпіона у першій важкій ваговій категорії за версією IBO. |
| Поразка     | Дрейк Тадзі           | Рішення суддів (переважне)  | 12 (з 12) | 3:00 | 14 травня 1997    | Білоксі, Міссісіпі, США         | Бій за титул чемпіона у напівважкій ваговій категорії за версією IBO. Тоні перевищив дозволений поріг ваги і у випадку перемоги не отримав би титулу. |
| Перемога    | Майк Маккаллум        | Рішення суддів (одностайне) | 12 (з 12) | 3:00 | 22 лютого 1997    | Анкасвілль, Коннектикут, США    | Виграв титул чемпіона у першій важкій ваговій категорії за версією WBU. |
| Поразка     | Монтелл Гріффін       | Рішення суддів (одностайне) | 12 (з 12) | 3:00 | 6 грудня 1996     | Ріно, Невада, США               | Втратив титул чемпіона у напівважкій ваговій категорії за версією WBU. |
| Перемога    | Дюрен Вільямс         | Технічний нокаут            | 9 (з 10)  | 2:06 | 9 серпня 1996     | Бей-Сент-Луїс, Міссісіпі, США   | Захистив титул чемпіона у напівважкій ваговій категорії за версією WBU. |
| Перемога    | Чарльз Олівер         | Рішення суддів (одностайне) | 10 (з 10) | 3:00 | 3 липня 1996      | Сент-Чарльз, Міссурі, США       | |
| Перемога    | Ерл Батлер            | Технічний нокаут            | 4 (з 12)  | Н/Д  | 14 травня 1996    | Машантукет, Коннектикут, США    | Захистив титул чемпіона у напівважкій ваговій категорії за версією WBU. |
| Перемога    | Річард Мейсон         | Рішення суддів (одностайне) | 10 (з 10) | 3:00 | 1 березня 1996    | Індіо, Каліфорнія, США          | |
| Перемога    | Грег Еверетт          | Нокаут                      | 2 (з 12)  | 2:03 | 8 грудня 1995     | Машантукет, Коннектикут, США    | |
| Перемога    | Ернест Матін          | Дискваліфікація             | 5 (з 12)  | 2:59 | 9 вересня 1995    | Лас-Вегас, Невада, США          | |
| Перемога    | Фредді Дельгадо       | Технічний нокаут            | 5 (з 12)  | 0:35 | 18 червня 1995    | Новий Орлеан, Луїзіана, США     | Виграв титул чемпіона у напівважкій ваговій категорії за версією WBU. |
| Перемога    | Ентоні Гембрік        | Відмова від продовження бою | 5 (з 12)  | 3:00 | 30 квітня 1995    | Лас-Вегас, Невада, США          | |
| Перемога    | Карл Вілліс           | Технічний нокаут            | 8 (з 10)  | 1:42 | 20 березня 1995   | Оберн-Гіллс, Мічиган, США       | |
| Поразка     | Монтелл Гріффін       | Рішення суддів (переважне)  | 12 (з 12) | 3:00 | 18 лютого 1995    | Лас-Вегас, Невада, США          | Бій за титул чемпіона у напівважкій ваговій категорії за версією IBF. |
| Поразка     | Рой Джонс             | Рішення суддів (одностайне) | 12 (з 12) | 3:00 | 18 листопада 1994 | Лас-Вегас, Невада, США          | Втратив титул чемпіона у другій середній ваговій категорії за версією IBF. |
| Перемога    | Чарльз Вільямс        | Нокаут                      | 12 (з 12) | 2:45 | 29 липня 1994     | Лас-Вегас, Невада, США          | Захистив титул чемпіона у другій середній ваговій категорії за версією IBF. |
| Перемога    | Вінсон Дюрем          | Рішення суддів (одностайне) | 10 (з 10) | 3:00 | 18 травня 1994    | Розмонт, Іллінойс, США          | |
| Перемога    | Тім Літтлз            | Технічний нокаут            | 4 (з 12)  | 1:03 | 5 березня 1994    | Лос-Анджелес, Каліфорнія, США   | Захистив титул чемпіона у другій середній ваговій категорії за версією IBF. |
| Перемога    | Ентоні Гембрік        | Технічний нокаут            | 7 (з 10)  | 0:47 | 16 січня 1994     | Бушкілл, Пенсільванія, США      | |
| Перемога    | Тоні Торнтон          | Рішення суддів (одностайне) | 12 (з 12) | 3:00 | 29 жовтня 1993    | Талса, Оклахома, США            | Захистив титул чемпіона у другій середній ваговій категорії за версією IBF. |
| Перемога    | Ларрі Пратер          | Рішення суддів (одностайне) | 10 (з 10) | 3:00 | 24 серпня 1993    | Оберн-Гіллс, Мічиган, США       | |
| Перемога    | Денні Гарсіа          | Технічний нокаут            | 6 (з 10)  | Н/Д  | 29 липня 1993     | Бушкілл, Пенсільванія, США      | |
| Перемога    | Гленн Томас           | Рішення суддів (одностайне) | 10 (з 10) | 3:00 | 6 червня 1993     | Лас-Вегас, Невада, США          | |
| Перемога    | Рікі Томас            | Технічний нокаут            | 10 (з 10) | Н/Д  | 17 квітня 1993    | Бушкілл, Пенсільванія, США      | |
| Перемога    | Говонер Чаверс        | Технічний нокаут            | 9 (з 10)  | Н/Д  | 23 березня 1993   | Оберн-Гіллс, Мічиган, США       | |
| Перемога    | Айрен Барклі          | Відмова від продовження бою | 9 (з 12)  | 3:00 | 13 лютого 1993    | Лас-Вегас, Невада, США          | Виграв титул чемпіона у другій середній ваговій категорії за версією IBF. |
| Перемога    | Даґ Д'юітт            | Відмова від продовження бою | 6 (з 10)  | 3:00 | 5 грудня 1992     | Атлантик-Сіті, Нью-Джерсі, США  | |
| Перемога    | Майк Маккаллум        | Рішення суддів (переважне)  | 12 (з 12) | 3:00 | 29 серпня 1992    | Ріно, Невада, США               | Захистив титул чемпіона у середній ваговій категорії за версією IBF. |
| Перемога    | Рікі Стекхаус         | Технічний нокаут            | 3 (з 10)  | Н/Д  | 26 травня 1992    | Оберн-Гіллс, Мічиган, США       | |
| Перемога    | Гленн Вольф           | Рішення суддів (одностайне) | 12 (з 12) | 3:00 | 11 квітня 1992    | Лас-Вегас, Невада, США          | Захистив титул чемпіона у середній ваговій категорії за версією IBF. |
| Перемога    | Дейв Тібері           | Рішення суддів (роздільне)  | 12 (з 12) | 3:00 | 8 лютого 1992     | Атлантик-Сіті, Нью-Джерсі, США  | Захистив титул чемпіона у середній ваговій категорії за версією IBF. |
| Нічия       | Майк Маккаллум        | Рішення суддів (одностайне) | 12 (з 12) | 3:00 | 13 грудня 1991    | Атлантик-Сіті, Нью-Джерсі, США  | Захистив титул чемпіона у середній ваговій категорії за версією IBF. |
| Перемога    | Франческо дель Аквіла | Технічний нокаут            | 4 (з 12)  | 0:43 | 12 жовтня 1991    | Монте-Карло, Монако             | Захистив титул чемпіона у середній ваговій категорії за версією IBF. |
| Перемога    | Реджі Джонсон         | Рішення суддів (роздільне)  | 12 (з 12) | 3:00 | 29 червня 1991    | Лас-Вегас, Невада, США          | Захистив титул чемпіона у середній ваговій категорії за версією IBF. |
| Перемога    | Майкл Нанн            | Технічний нокаут            | 11 (з 12) | 2:14 | 10 травня 1991    | Давенпорт, Айова, США           | Виграв титул чемпіона у середній ваговій категорії за версією IBF. |
| Перемога    | Альберто Гонзалес     | Технічний нокаут            | 5 (з 10)  | 2:00 | 31 березня 1991   | Лас-Вегас, Невада, США          | |
| Перемога    | Меркі Соса            | Рішення суддів (роздільне)  | 12 (з 12) | 3:00 | 13 січня 1991     | Атлантик-Сіті, Нью-Джерсі, США  | Захистив титул чемпіона у середній ваговій категорії за версією IBC. |
| Перемога    | Жозе Карлус да Сілва  | Технічний нокаут            | 5 (з 10)  | Н/Д  | 10 грудня 1990    | Дірборн, Мічиган, США           | |
| Перемога    | Сендерлін Вільямс     | Рішення суддів (одностайне) | 10 (з 10) | 3:00 | 16 жовтня 1990    | Тампа, Флорида, США             | |
| Перемога    | Кевін Брейзір         | Технічний нокаут            | 2 (з 10)  | Н/Д  | 24 серпня 1990    | Дірборн, Мічиган, США           | |
| Нічия       | Сендерлін Вільямс     | Рішення суддів (переважне)  | 10 (з 10) | 3:00 | 26 липня 1990     | Дірборн, Мічиган, США           | |
| Перемога    | Рікардо Браянт        | Технічний нокаут            | 4 (з 12)  | Н/Д  | 27 червня 1990    | Дірборн, Мічиган, США           | Виграв титул чемпіона у середній ваговій категорії за версією IBC. |
| Перемога    | Гораціо Рене Брендан  | Нокаут                      | 2 (з 10)  | Н/Д  | 23 травня 1990    | Оберн-Гіллс, Мічиган, США       | |
| Перемога    | Хосе Луї Естебен      | Технічний нокаут            | 5         | Н/Д  | 27 квітня 1990    | Атлантик-Сіті, Нью-Джерсі, США  | |
| Перемога    | Тобі Тайлер           | Технічний нокаут            | 4 (з 6)   | Н/Д  | 5 квітня 1990     | Оберн-Гіллс, Мічиган, США       | |
| Перемога    | Філіп Морфілд         | Нокаут                      | 1 (з 10)  | 1:10 | 1 березня 1990    | Оберн-Гіллс, Мічиган, США       | |
| Перемога    | Денні Томас           | Рішення суддів (одностайне) | 8 (з 8)   | 3:00 | 20 січня 1990     | Оберн-Гіллс, Мічиган, США       | |
| Перемога    | Джо Джонсон           | Нокаут                      | 4         | Н/Д  | 29 листопада 1989 | Оберн-Гіллс, Мічиган, США       | |
| Перемога    | Рон Амундсен          | Рішення суддів (одностайне) | 10 (з 10) | 3:00 | 13 листопада 1989 | Мілвокі, Вісконсин, США         | |
| Перемога    | Роберт Клінтон        | Нокаут                      | 1         | Н/Д  | 26 жовтня 1989    | Атлантик-Сіті, Нью-Джерсі, США  | |
| Перемога    | Рікардо Сімпсон       | Нокаут                      | 2         | Н/Д  | 12 жовтня 1989    | Оберн-Гіллс, Мічиган, США       | |
| Перемога    | Джо Саммерс           | Технічний нокаут            | 2         | Н/Д  | 21 вересня 1989   | Атлантик-Сіті, Нью-Джерсі, США  | |
| Перемога    | Лемарк Девіс          | Рішення суддів (одностайне) | 6 (з 6)   | 3:00 | 7 вересня 1989    | Оберн-Гіллс, Мічиган, США       | |
| Перемога    | Марк Стівенс          | Технічний нокаут            | 2         | Н/Д  | 20 липня 1989     | Детройт, Мічиган, США           | |
| Перемога    | Стів Чейні            | Нокаут                      | 1         | Н/Д  | 6 червня 1989     | Мемфіс, Теннессі, США           | |
| Перемога    | Артур Вілліс          | Рішення суддів (роздільне)  | 4 (з 4)   | 3:00 | 2 травня 1989     | Мемфіс, Теннессі, США           | |
| Перемога    | Джеймс Фернандес      | Рішення суддів (одностайне) | 4 (з 4)   | 3:00 | 16 лютого 1989    | Стерлінг-Хайтс, Мічиган, США    | |
| Перемога    | Сем Дженкінс          | Технічний нокаут            | 4         | Н/Д  | 17 січня 1989     | Стерлінг-Хайтс, Мічиган, США    | |
| Перемога    | Карл Пенн             | Нокаут                      | 1         | Н/Д  | 10 січня 1989     | Мемфіс, Теннессі, США           | |
| Перемога    | Ронні Йоі             | Нокаут                      | 1         | 1:30 | 6 грудня 1988     | Мемфіс, Теннессі, США           | |
| Перемога    | Стівен Лі             | Технічний нокаут            | 2 (з 4)   | Н/Д  | 26 жовтня 1988    | Маунт-Клеменс, Мічиган, США     | |

## Статистика в змішаних бойових мистецтвах
| Результат | Противник   | Вага      | Спосіб                       | Раунд | Час  | Дата           | Місце                    | Подія     | Примітки |
| --------- | ----------- | --------- | ---------------------------- | ----- | ---- | -------------- | ------------------------ | --------- | -------- |
| Поразка   | Ренді Кутюр | 93-120 кг | Підкорення (удушення руками) | 1     | 3:19 | 28 серпня 2010 | Бостон, Массачусетс, США | «UFC 118» |          |